# 达达勒机场
达达勒机场是一座位于蒙古国东北部地区肯特省城镇达达勒的机场。机场拥有一条方向为14/32，1,600米 × 40米（5,249英尺 × 131英尺）的未硬化跑道。达达勒机场是一座军民合用机场，不定期有前往俄罗斯和中国大陆的航班。